# Gérard Caussé
Gérard Caussé, né le 26 juin 1948 à Toulouse, est un altiste français.

## Biographie
Il étudie à Toulouse avant d'entrer au Conservatoire de Paris où il obtient un premier prix d'alto et de musique de chambre. Il est tour à tour membre du Quatuor Via Nova, puis du Quatuor Parrenin, puis soliste de l'Ensemble intercontemporain qu'il quitte en 1982.
En parallèle, il se produit en récital ou avec orchestre dans le monde entier, ses partenaires habituels étant principalement François-René Duchâble, Augustin Dumay, Paul Meyer, Mischa Maisky ou encore Kent Nagano.
Sa discographie compte une trentaine de disques pour EMI, Erato et Philips, qui ont reçu plusieurs distinctions.
Il est actuellement professeur d'alto au Conservatoire de Paris et à l'école Reine-Sophie de Madrid. Il joue un alto Gasparo da Salò de 1560.

## Décoration
En juillet 2004, il est nommé au grade de commandeur dans l'ordre des Arts et des Lettres au titre de « Altiste ».